# Messor testaceus
Messor testaceus is een mierensoort uit de onderfamilie van de Myrmicinae. De wetenschappelijke naam van de soort is voor het eerst geldig gepubliceerd in 1950 door Donisthorpe.